# Amt Stralendorf
La comunità amministrativa di Stralendorf (Amt Stralendorf) si trova nel circondario di Ludwigslust-Parchim nel Meclemburgo-Pomerania Anteriore, in Germania.

## Suddivisione
Comprende 9 comuni:
1. Dümmer (1 581)
2. Holthusen (973)
3. Klein Rogahn (1 343)
4. Pampow (3 069)
5. Schossin (242)
6. Stralendorf * (1 371)
7. Warsow (660)
8. Wittenförden (2 488)
9. Zülow (135)

Il capoluogo è Stralendorf.